# Боніфацій III (маркграф Тосканський)
Боніфацій III (†1011), маркграф Тосканський (1001—1011, до цього граф Болоньї.
Його батьками були граф Болоньї Адальберт і Бертіла. Боніфацій заснував монастир в Фонте Таона. Його син Гуго був герцогом Сполетським.